# Ванг Јифу
Ванг Јифу (Љаојанг, 4. децембар 1960), је кинески спортиста која се такмичи у стрељаштву. Двоструки је олимпијски победник и шестоструки освајач олимпијских медаља. Шест пута такмичио се на Олимпијским играма почевши са Лос Анђелесом 1984. када је освојио бронзу у спортском пиштољу. У Сеолу 1988. остао је без медаље, осмо место је заузео такође у спортском пиштољу. У Барселони 1992. дошао је до злата ваздушним пиштољем и сребра спортским пиштољем. У Атлатни 1996. и Сиднеју 2000. био је сребрни спортским пиштољем, а у Атини 2004. освојио је друго злато у истој дисциплини.